# Drosophila amplipennis
Drosophila amplipennis är en tvåvingeart som beskrevs av John Russell Malloch 1934. Drosophila amplipennis ingår i släktet Drosophila och familjen daggflugor.
Artens utbredningsområde är Argentina och Chile.